# Ptilodexia californica
Ptilodexia californica är en tvåvingeart som beskrevs av Wilder 1979. Ptilodexia californica ingår i släktet Ptilodexia och familjen parasitflugor. Inga underarter finns listade i Catalogue of Life.